# کاروانسرای نیک‌پی
کاروانسرای نیک‌پی مربوط به دوره صفوی است و در شهرستان زنجان، بخش زنجانرود، شهر نیک‌پی واقع شده و این اثر در تاریخ ۲۵ اسفند ۱۳۷۹ با شمارهٔ ثبت ۳۵۲۹ به‌عنوان یکی از آثار ملی ایران به ثبت رسیده‌است.

## ویژگی‌های معماری
کاروانسرای نیک‌پی از کاروانسرای به سبک چهار ایوانی دوران صفویه است. این کاروانسرا با پلان چهار گوش دارای صحن و میانسرای هشت ضلعی غیرمنظم بوده که گرداگرد آن را حجره‌های چهارده‌گانه دربرداشته، برای دستیابی به اصطبل، انبارها و سایر فضاهای خدماتی در گوشه هر ضلع از صحن، میانسرا فضاهای ارتباطی وجود داشته‌است. این کاروانسرا دارای یک ورودی در بخش خاوری بود. در دو سوی آن حجره‌های نگهبانان به گونه قرینه جای گرفته بودند، طاق و قوسها در این اثر تاریخی به صورت ضربی اعمال و عنصر قرینه‌سازی به زیباترین شکل بر پایه الگوی رایج در معماری سنتی ایران رعایت شده‌است.
از میان ویژگی‌های آشکار این اثر تاریخی، وجود فضاهایی معروف به چهار پخی در چهار ضلعی صحن و میانسرای مرکزی برای دستیابی به سایر فضاهای داخلی مانند انبارها و اصطبل بوده‌است.

## بازسازی
اداره کل میراث فرهنگی، صنایع دستی و گردشگری استان زنجان طرح بازسازی و بهسازی کاروانسرای نیک‌پی را با اعتباری بیش از یک هزار میلیون ریال مصوب و در دو فاز به مرحله اجرا رساند.
در فاز نخست مرمت کاروانسرا در سال ۱۳۸۹ (مرمت اضطراری) حفاظت، رفع خطر و استحکام بخشی اضطراری بنا- دوغاب ریزی بر روی طاقهای موجود، تعویض و اصلاح آجرهای فرسوده طاقها، پایه‌ها، بام سازی دالان جنوب غربی، تهیه طرح مرمت اضطراری بنای کاروانسرا و پیگیریهای باستانشناسی مورد نیاز جهت نمایان سازی اندام مدفون انجام شد.
در فاز دوم نیز اقداماتی چون عایق کاری رطوبتی، بند کشی توپر نمای آجری، بازسازی طاقها و تویزه‌های فرسوده، تثبیت بخشهای فرسوده طاقها، تعویض آجرهای آسیب دیده و نما چینی با آجر ختایی، از جمله اقدامات انجام گرفت.